# Andreas Kaplony
Andreas Kaplony (* 1960 in Heidelberg) ist ein Schweizer Islamwissenschaftler.

## Leben
1986 erwarb er das Lizentiat in Allgemeiner Geschichte, Arabischer Sprache und Literatur sowie Philosophie an der Universität Zürich. Von 1986 bis 1990 war er wissenschaftlicher Assistent am Historischen Seminar der Universität Zürich, Abteilung Alte Geschichte. Von 1990 bis 1995 war er Assistent am Institut für Islamwissenschaft der Universität Bern. Nach der Promotion 1994 in Allgemeiner Geschichte und Arabischer Sprache und Literatur an der Universität Zürich (Konstantinopel und Damaskus. Gesandtschaften und Verträge zwischen Kaisern und Kalifen 639–750. Untersuchungen zum Gewohnheits-Völkerrecht und zur interkulturellen Diplomatie) war er von 1995 bis 1998 Stipendiat des Schweizerischen Nationalfonds, 2 Jahre Forschungsaufenthalt an der British School of Archaeology in Jerusalem. Von 1998 bis 1999 war er wissenschaftlicher Mitarbeiter im Projekt Katalogisierung der Handschriften der Burgerbibliothek Bern. Von 1999 bis 2000 war er wissenschaftlicher Mitarbeiter im DFG-Projekt Digitalisierung der Heidelberger Papyri am Institut für Papyrologie der Ruprecht-Karls-Universität Heidelberg. Von 2000 bis 2001 hatte er ein Habilitationsstipendium der Universität Zürich. Nach der Habilitation 2001 in Islamwissenschaft an der Universität Zürich (Titel der Habilitationsschrift: The Ḥaram of Jerusalem (324–1099): Temple, Friday Mosque, Area of Spiritual Power) war er von 2001 bis 2004 Forschungsstipendiat der Gerda Henkel Stiftung mit dem Projekt Drehscheibe der Seidenstrasse: die Organisation des Handels in Zentralasien (7.–16. Jahrhundert) und Lehrbeauftragter und Privatdozent am Orientalischen Seminar der Universität Zürich. Von 2004 bis 2010 lehrte er als Assistenzprofessor für Islamwissenschaft am Orientalischen Seminar der Universität Zürich. Nach der Qualification aux fonctions d’enseignant chercheur (maître de conférences, professeur d’université), Paris 2004 ist er seit 2004 Member of Board of Directors der International Society for Arabic Papyrology. Seit 2004 ist er Vorstandsmitglied der Schweizerischen Asiengesellschaft. Seit 2004 ist er Projektleiter der Arabic Papyrology Database. Im Wintersemester 2005/2006 lehrte er als Gastprofessor für Neuere Geschichte (mit dem Schwerpunkt islamische Kultur im mediterranen Raum) am Institut für Geschichte der Universität Wien. Von 2010 bis 2011 war er wissenschaftlicher Mitarbeiter/Lektor für Arabisch am Orientalischen Seminar der Universität Zürich. 2010 erhielt er Rufe auf die W3-Professur für Islamwissenschaft an der Universität Hamburg (abgelehnt) und die W3-Professor für Arabistik und Islamwissenschaft an der Ludwig-Maximilians-Universität München (angenommen). Seit 2011 lehrt er als W3-Professor für Arabistik und Islamwissenschaft an der Ludwig-Maximilians-Universität München. Seit 2012 ist er Mit-Herausgeber der Zeitschrift Der Islam und der Reihe Studies in the History and Culture of the Middle East. 2015/2016 sichtete er Bestände der Österreichischen Nationalbibliothek im Rahmen des Projektes Papyri of the Early Arab Period Online. Seit 2017 ist er Sprecher Münchner Zentrum für Islamstudien. Seit 2018 ist er Präsident der International Society for Arabic Papyrology.

## Schriften (Auswahl)
- Konstantinopel und Damaskus. Gesandtschaften und Verträge zwischen Kaisern und Kalifen 639-750. Untersuchungen zum Gewohnheits-Völkerrecht und zur interkulturellen Diplomatie. Berlin 1996, ISBN 3-87997-260-5.
- The Haram of Jerusalem (324–1099). Temple, Friday Mosque, Area of Spiritual Power. Stuttgart 2002, ISBN 3-515-07901-7.
- Fünfundzwanzig arabische Dokumente aus dem Rotmeer-Hafen al-Quṣayr al-Qadīm (7./13. Jahrhundert) [P.QuseirArab. II]. Edition, Übersetzung und Kommentar. Leiden 2014, ISBN 978-90-04-27753-3.
- als Herausgeber mit Michael Marx: Qur'ān quotations preserved on papyrus documents, 7th–10th centuries and the problem of Carbon dating early Qur'āns. Leiden 2019, ISBN 978-90-04-35891-1.
- als Herausgeber: Geschichte der arabischen Welt. C. H. Beck, München 2024, ISBN 978-3-406-82244-5.